# Viikatesaari (ö i Södra Savolax)
Viikatesaari är en ö i Finland. Den ligger i sjön Pihlajavesi och i kommunen Nyslott i  landskapet Södra Savolax, i den sydöstra delen av landet, 270 km nordost om huvudstaden Helsingfors. Öns area är 3,1 hektar och dess största längd är 400 meter i sydöst-nordvästlig riktning.